# Sorbus bristoliensis
Sorbus bristoliensis är en rosväxtart som beskrevs av Alfred James Wilmott. Sorbus bristoliensis ingår i släktet oxlar och familjen rosväxter. Inga underarter finns listade i Catalogue of Life.
Denna växt förekommer endemisk i västra delen av staden Bristol i södra England. Den hittas kring floden Bristol Avon på kullar som är upp till 110 meter höga. Växten är utformad som ett 15 meter eller sällan upp till 22 meter högt träd. Sorbus bristoliensis ingår i skogar och i buskskogar. Förmågan att bilda frukter beror på exemplarets ålder och hälsa. Frukterna ätas av olika fåglar och små däggdjur.
Några exemplar står i inhängningar för nötkreatur och de kan skadas av djuren. Andra träd som var sjukliga fälldes av säkerhetsskäl. Sorbus bristoliensis kan även skadas av svampar men individerna dör inte. Hoten är inte allvarliga men utbredningsområdet är litet. IUCN kategoriserar arten globalt som starkt hotad.